# Bachia panoplia
Bachia panoplia là một loài thằn lằn trong họ Gymnophthalmidae. Loài này được Thomas mô tả khoa học đầu tiên năm 1965.